# Haworthiopsis reinwardtii f. olivacea
Haworthiopsis reinwardtii f. olivacea, coneguda abans com Haworthia reinwardtii f. olivacea, és una varietat de Haworthiopsis reinwardtii i està dins del gènere Haworthiopsis.

## Descripció
Haworthiopsis reinwardtii f. olivacea és una suculenta perennifòlia que té les fulles de color verd oliva bastant llises i primes amb tubercles més rodons i dispersos que la varietat tipus.

## Distribució i hàbitat
Haworthiopsis reinwardtii var. brevicula creix a la província sud-africana del Cap Oriental, concretament es troba tant a la riba occidental com a l'oriental, als voltants de Kaffirdrift al costat del riu Fish.

## Taxonomia
Haworthiopsis reinwardtii f. olivacea va ser descrita per (G.G.Sm.) Gildenh. i Klopper i publicat a Phytotaxa 265: 11, a l'any 2016.
Etimologia
Haworthia: nom en honor del botànic britànic Adrian Hardy Haworth (1767-1833).
reinwardtii: epítet en honor de Caspar Georg Carl Reinwardt (1773-1854), botànic holandès d'origen prussià, professor de química, farmàcia i ciències naturals, recollit a Sud-àfrica, fundador i primer director d'agricultura del Jardí Botànic de Bogor (Buitenzorg) a Java.
f. olivacea: epítet llatí i significa verd oliva.
Sinonímia
- Haworthia reinwardtii var. olivacea G.G.Sm., J. S. African Bot. 10: 142 (1944). (Basiònim/Sinònim substituït)
- Haworthia reinwardtii f. olivacea (G.G.Sm.) M.B.Bayer, Haworthia Handb.: 142 (1976).
- Haworthia olivacea (G.G.Sm.) Breuer, Gen. Haworthia 1: 7 (2010).

Haworthiopsis reinwardtii var. olivacea (G.G.Sm.) Breuer, Alsterworthia Int. 16(2): 7 (2016).